# Sicariidae
Sicariidae là một họ nhện sáu mắt gồm 122 loài.. 
Chi Sicarius là các loài nhện sa mạc sinh sống ở Nam Bán cầu (Nam Mỹ và châu Phi) được biết đến với hành vi tự chôn chúng.

## Hình ảnh

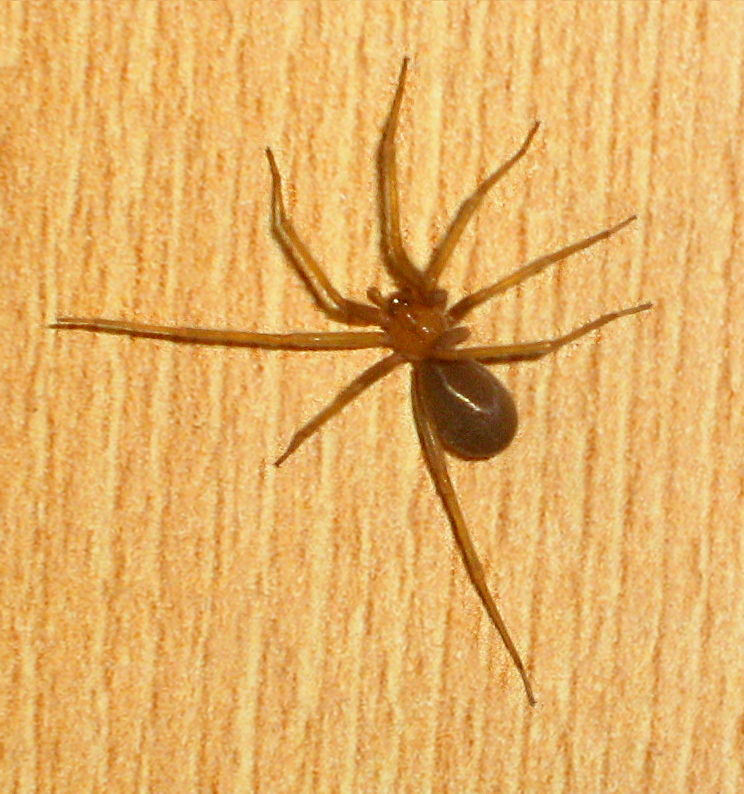
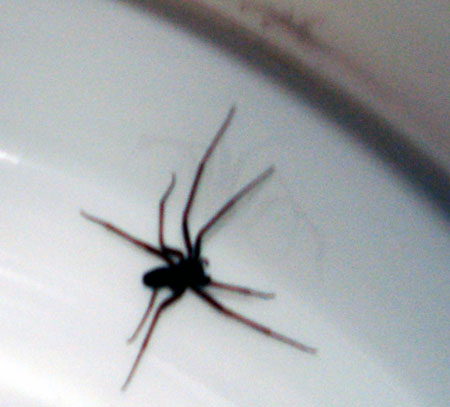
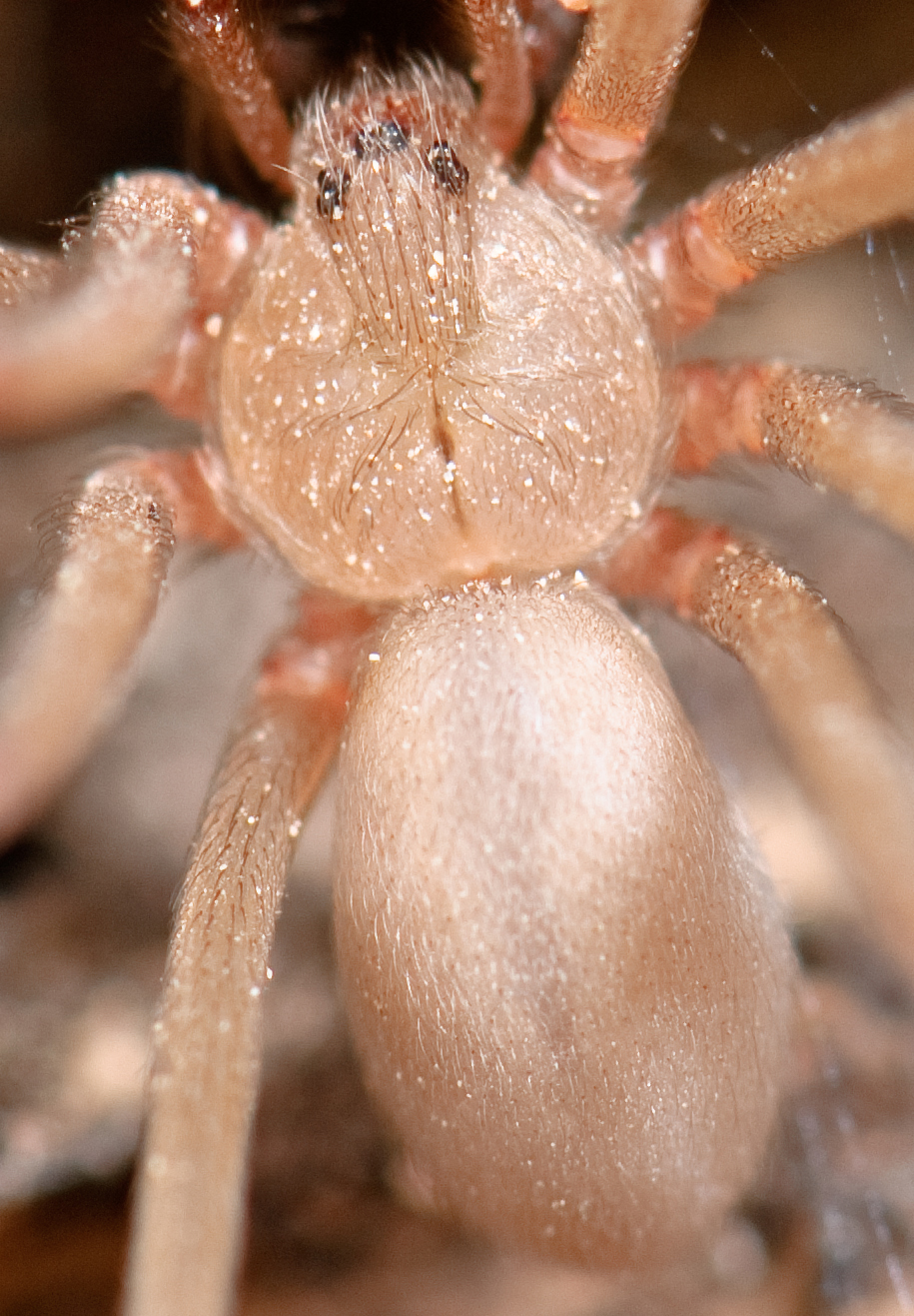